# John M. Elliott Jr.
John M. Elliott Jr. ist ein Maskenbildner, der für Best Make-Up bei den 75th Academy Awards nominiert wurde.

## Leben
1970 begann Elliott seine Karriere im Filmstab mit dem B-Movie-Horrorfilm Big Foot von Regisseur Robert Slatzer. Bis Ende der 70er Jahre arbeitete er hauptsächlich für das Fernsehen, darunter 15 Folgen der Serie Wonder Woman. Ab Anfang der 1980er Jahre erhielt er Engagements bei größeren Filmproduktionen wie Buzz Kuliks Actionfilm Jeder Kopf hat seinen Preis und Alan Johnsons Komödie Sein oder Nichtsein. Es folgten unter anderem die Blockbuster Der Rosenkrieg, Ghostbusters II und Misery. 2003 war er für Simon Wells’ Science-Fiction-Film The Time Machine zusammen mit Barbara Lorenz für den Oscar in der Kategorie Bestes Make-up und beste Frisuren nominiert, es gewann in diesem Jahr jedoch die Filmbiografie Frida. Neben seinen Filmengagements war Elliott auch häufig für das Fernsehen tätig, unter anderem an den Serien Buffy – Im Bann der Dämonen und Desperate Housewives. Für sein Wirken war er zwischen 1988 und 2013 drei Mal für den Emmy nominiert, den er jedoch nicht gewinnen konnte. Insgesamt arbeitete er an über 65 Film- und Fernsehproduktionen. 

## Filmografie (Auswahl)
- 1970: Big Foot – Das größte Monster aller Zeiten (Bigfoot)
- 1980: Jeder Kopf hat seinen Preis (The Hunter)
- 1982: Jekyll und Hyde – Die schärfste Verwandlung aller Zeiten (Jekyll and Hyde… Together Again)
- 1983: Sein oder Nichtsein (To Be or Not to Be)
- 1983: Unheimliche Schattenlichter (Twilight Zone: The Movie)
- 1985: Die Maske (Mask)
- 1986: Karate Kid II – Entscheidung in Okinawa (The Karate Kid, Part II)
- 1988: Mick, mein Freund vom anderen Stern (Mac and Me)
- 1989: Der Rosenkrieg (The War of the Roses)
- 1989: Ghostbusters II
- 1990: Misery
- 1993: Hocus Pocus
- 1994: Der Scout (The Scout)
- 1997: L.A. Confidential
- 1998: Deep Impact
- 1999: The Green Mile
- 2002: The Time Machine
- 2003: Master & Commander – Bis ans Ende der Welt (Master and Commander: The Far Side of the World)
- 2004: Scooby Doo 2 – Die Monster sind los (Scooby-Doo 2: Monsters Unleashed)

## Nominierungen (Auswahl)
- 2003: Oscar-Nominierung in der Kategorie Bestes Make-up und beste Frisuren für The Time Machine